# ビーコンズフィールド伯爵

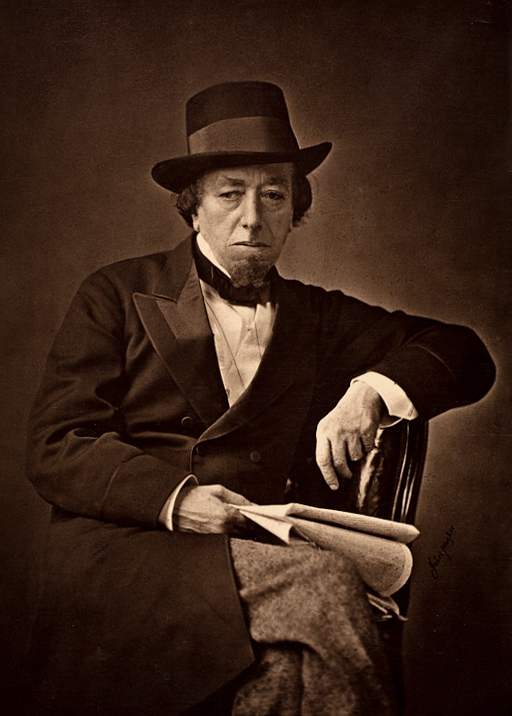
初代ビーコンズフィールド伯爵 ベンジャミン・ディズレーリ

ビーコンズフィールド伯爵（ビーコンズフィールドはくしゃく、英: Earl of Beaconsfield）は、かつて存在したイギリスの伯爵。ヴィクトリア女王の寵愛を受けた首相ベンジャミン・ディズレーリのために1876年に創設された。
本項では、彼の妻メアリーに創設されたビーコンズフィールド女子爵についても触れる。

## 歴史

### ビーコンズフィールド女子爵（1868）
英国首相ベンジャミン・ディズレーリ（1804-1881）の妻メアリーは、夫の首相（第1期）退任後にあたる1868年11月30日に連合王国貴族としてバッキンガム州ビーコンズフィールドのビーコンズフィールド女子爵（Viscountess Beaconsfield, of Beaconsfield in the County of Buckingham）に叙せられた。この叙爵は、彼女の権利としてなされたものであったため、夫のディズレーリは庶民院の一員として残ることができた。
この叙爵は、長年付き添ってくれたメアリーに感謝するディズレーリが女王に嘆願して実現したものであったが、彼女はこの時点で既に病魔に侵されており、4年後の1872年にその生涯を閉じた。彼女の死去に際して、爵位は消滅した。

### ビーコンズフィールド伯爵(1876)
ディズレーリは妻メアリーの死後、1874年にグラッドストンを下して再び首相に返り咲いた。彼は首相在任中の1876年8月21日に連合王国貴族としてバッキンガム州ビーコンズフィールドのビーコンズフィールド伯爵(Earl of Beaconsfield, of Beaconsfield in the County of Buckingham)及び、バッキンガム州ヒューエンデンのヒューエンデン子爵(Viscount Hughenden, of Hughenden in the County of Buckinghamshire)に叙された。ディズレーリはこの叙爵によって自動的に庶民院の議席を失ったが首相ではあり続け、貴族院から政府を率いた。
ビーコンズフィールドはバッキンガムシャー州の町の名称である。ディズレーリは議会での経歴の大半をバッキンガムシャー選挙区選出の議員として働いた。ディズレーリは近隣のハイ・ウィカムに私有地としてヒューエンデン・マナー（荘園）を所有していたが、ビーコンズフィールドに居住することはなかった。ディズレーリが称号にビーコンズフィールドを選択したのは、ディズレーリが賞賛していた保守政治哲学者で国会議員のエドマンド・バークの影響かもしれない。バークは自身をビーコンズフィールド卿として貴族に列するというジョージ3世の提案を辞退していた。
ディズレーリは1878年に彼を公爵に叙するというヴィクトリア女王の提案を断り、代わりにガーター勲章を授与された。ディズレーリは跡継ぎがないまま1881年に死去し、すべての爵位は途絶えた。ヒューエンデン・マナーはビーコンズフィールド卿の甥であるコニングスビー・ラルフ・ディズレーリに渡った。

## ビーコンズフィールド伯爵（1876年）
- 初代ビーコンズフィールド伯爵ベンジャミン・ディズレーリ（1804–1881）

## ビーコンズフィールド女子爵（1868年）
- 初代ビーコンズフィールド女子爵メアリー・アン・ディズレーリ（1792–1872）

### 註釈
1. ↑  ヴィクトリアはディズレーリの競争相手であった自由党のウィリアム・ユワート・グラッドストンよりもディズレーリのトーリー党的政策を好んだ。ディズレーリはまた、ヴィクトリアを「インド女帝」として戴冠させる1876年国王称号法を推進した。[1][2]